# Solanilla del Tamaral
Solanilla del Tamaral es una localidad española del término municipal ciudadrealeño de Mestanza, en la comunidad autónoma de Castilla-La Mancha.

## Geografía
La localidad está ubicada en la falda de una sierra que da al sur, en la cordillera de Sierra Morena. Pertenece al término municipal de Mestanza, en la provincia de Ciudad Real.

## Historia
A mediados del siglo XIX la localidad ya pertenecía a Mestanza. Aparece descrita en el decimocuarto volumen del Diccionario geográfico-estadístico-histórico de España y sus posesiones de Ultramar de Pascual Madoz de la siguiente manera:

SOLANA DEL TAMARAL: ald. en la prov. de Ciudad-Real, part. jud. de Almodóvar del Campo, ayunt. y felig. de Mestanza: sit. á la falda de una sierra con esposicion al S. y entre las cord. de Sierra-Morena. Tiene 6 casas miserables en terreno pedregoso y de monte. sus hab. se dedican á la guarda y cria de ganados de pelo y cerda, laboreo de las tierras y crianza de colmenas. pobl. y contr.: con su matriz.
(Madoz, 1849, p. 425)

En 2021 la entidad singular de población tenía censados 28 habitantes y el núcleo de población 26 habitantes.